# Élisabeth Sonrel
Élisabeth Sonrel, née le 17 mai 1874 à Tours, et morte le 9 février 1953 à Sceaux, est une artiste peintre et illustratrice française de style Art nouveau.

## Biographie
Élisabeth Sonrel est la fille de Nicolas Stéphane Sonrel, médecin militaire et peintre amateur qui lui enseigna l'art de peindre. Son père l'encourage dans la pratique de l'art, rapidement elle développe un goût pour le symbolisme. Elle peint de préférence à l'aquarelle, à la gouache et à l'encre.
Elle part à Paris parfaire sa formation artistique à l'Académie Julian dans l'atelier de Jules Lefebvre. En 1892, elle réalise Pax et Labor pour son examen terminal, qui sera exposé par la suite au musée des beaux-arts de Tours. À partir de 1893, elle travaille à Paris, et en 1895, elle s'installe dans son propre atelier à Sceaux. Elle expose ensuite au Salon de peinture et de sculpture entre 1893 et 1941.
Son œuvre s'identifie au courant artistique préraphaélite après son voyage à Florence et à Rome où elle est influencée par l'Art de la Renaissance et le peintre Botticelli.
Lors de l'Exposition universelle de 1900, elle obtient une médaille de bronze pour sa toile Le Sommeil de la Vierge, ainsi que le prix Henri Lehmann de 3 000 francs par l'Académie des beaux-arts. Elle figure dans le livre Women Painters of the World de 1905. Vers 1900, elle se rend régulièrement en Bretagne pour s'inspirer dans la forêt de Brocéliande, mais également à Concarneau, Plougastel, Pont-l'Abbé et le Loctudy. Certaines de ses toiles sont exposées au musée du Faouët. Dans les années 1930, elle se fait construire une villa à La Baule. 
Elle utilise ses dessins et ses aquarelles pour l'illustration de livres, principalement à contenu religieux  : Missel des Saintes Femmes de France, Tours (vers 1900) ; Missel de Lourdes, dédié aux fidèles serviteurs de Marie, Turnhout, (1932). Elle peint des natures mortes de fleurs (Vase d'anémones, aquarelle, 1941). Ses peintures sont imprimées sur des affiches, des cartes postales et des périodiques tels que des almanachs. Sonrel joue un rôle important dans la diffusion de l'Art nouveau. D'après ses modèles, des images en soie tissées sont réalisés par la Maison Neyret (quatre pièces à Saint-Étienne, Musée d'Art et d'Industrie, notamment Flore, noir et blanc sur fond blanc, 1899). Malgré son succès toute sa vie, la peintre est rapidement oubliée et redécouverte seulement à partir de 1974  comme une représentante remarquable du symbolisme français et de l'Art nouveau.

## Style artistique
L'Hiver (1890) révèle ses compétences artistiques et sa proximité avec le japonisme. À la suite d'une affinité particulière pour l'œuvre d'Edgard Maxence (Le Jardin des Vierges, 1892), elle peint d'après des scènes bibliques (Vierge à l'enfant, 1894), des thèmes mythologiques ainsi que de légendes médiévales, surtout des allégories mystiques et symbolistes (Le jardin des âges de la vie) et des portraits inspirés par des héroïnes médiévales (Béatrice Portinari). En outre, Sa peinture est inspirée de l'épopée chevaleresque de la légende arthurienne. Ses sujets, qu'ils soient portraits ou paysages, sont allégoriques, mystiques et symboliques. Son œuvre mystique englobe Âmes errantes (Salon de 1894), Les Esprits de l’abîme (Salon de 1899) et Jeune femme à la tapisserie. 
L'influence des préraphaélites se manifeste clairement dans les figures féminines idéalisées (Jeune fille en jaune). De plus, Sonrel est influencée par la peinture italienne de la Renaissance, en particulier par Sandro Botticelli (Le Cortège de Flore). Elle consacre une attention particulière aux processions de femmes, qu'elle réalise dans des tons très pâles (Les Esprits de l'abîme, 1899). Vers la fin des années 1890, Sonrel assimile les caractéristiques de l'Art nouveau, dont elle reprend les décors (ornements, motifs floraux). Les fleurs ou les saisons sont représentées par des figures féminines caractéristiques de Sonrel, entourées désormais d'un riche décor végétal. 
En Bretagne, à partir de 1900, elle est d'abord inspirée par la forêt légendaire de Brocéliande (La forêt de Brocéliande), et à partir de 1910, elle réalise également des vues des villes côtières de Plougastel-Daoulas, Pont-l'Abbé, Le Faouët et Concarneau (Concarneau)), des scènes de la vie quotidienne (Mère et enfants sur la Place des Halles au Faouët, vers 1910), des portraits, surtout de jeunes filles devant des arrière-plans pittoresques (Jeune dentellière de Pont-l'Abbé), et des marines (Le Goareva). La peintre développe ici une manière de peindre totalement différente dans une conception gaie et naturaliste, avec une lumière et des couleurs vives. 

## Galerie

Féminité
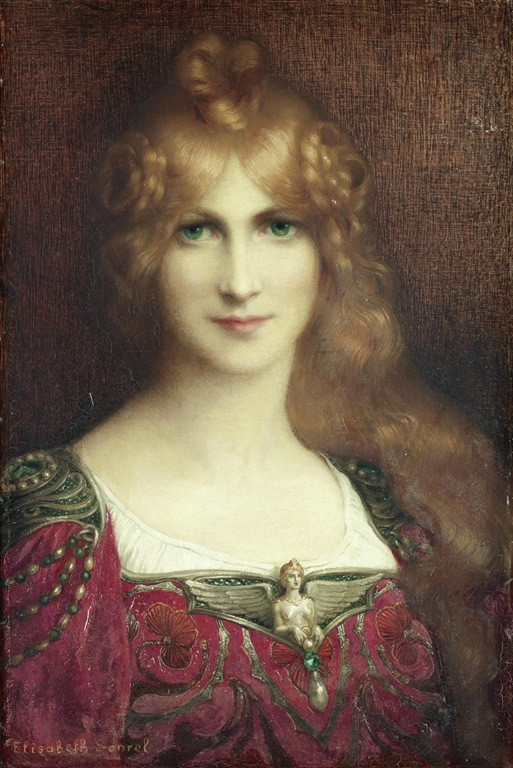
Jeune Femme
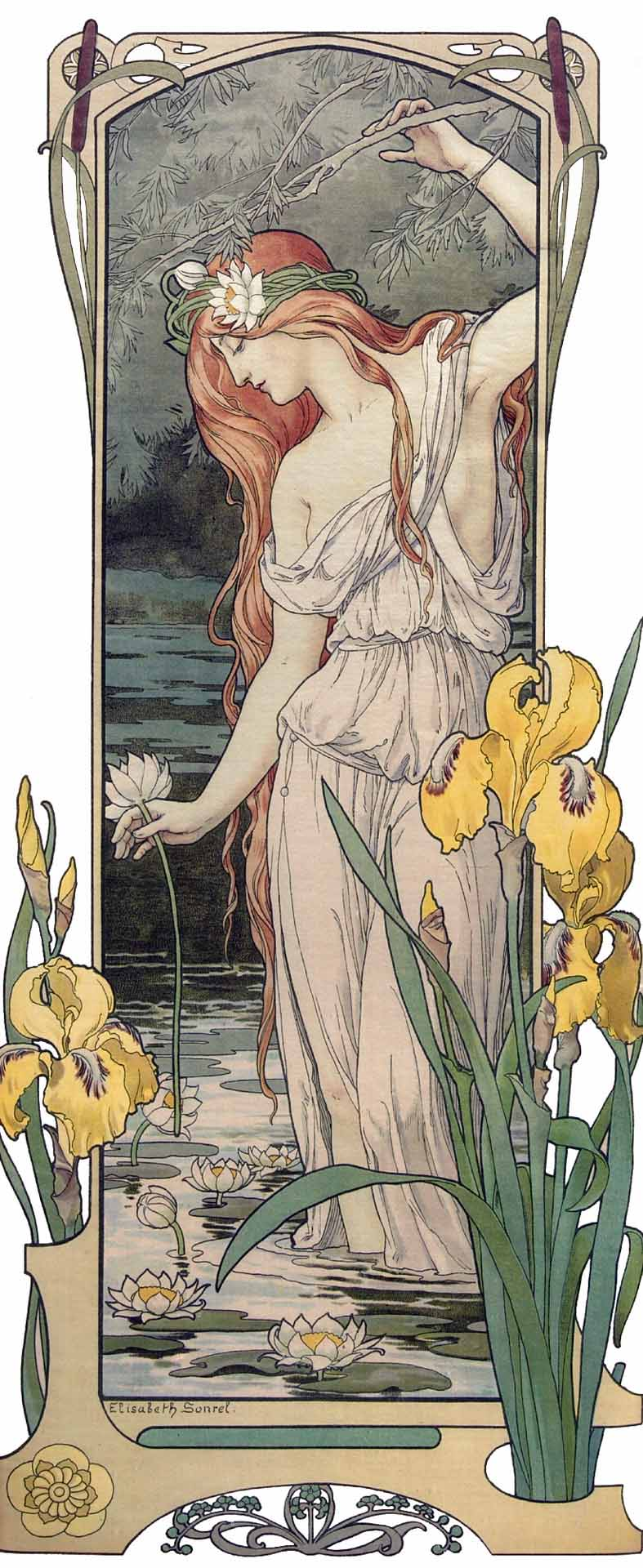
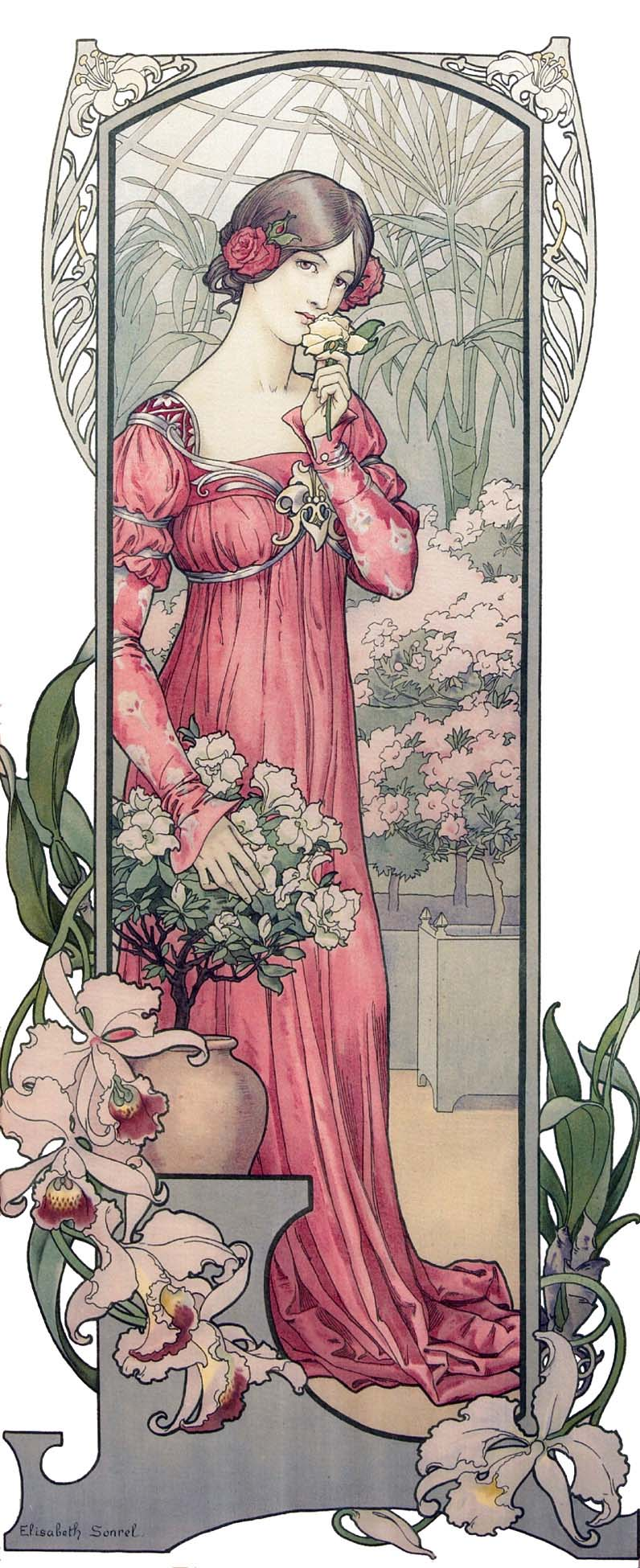
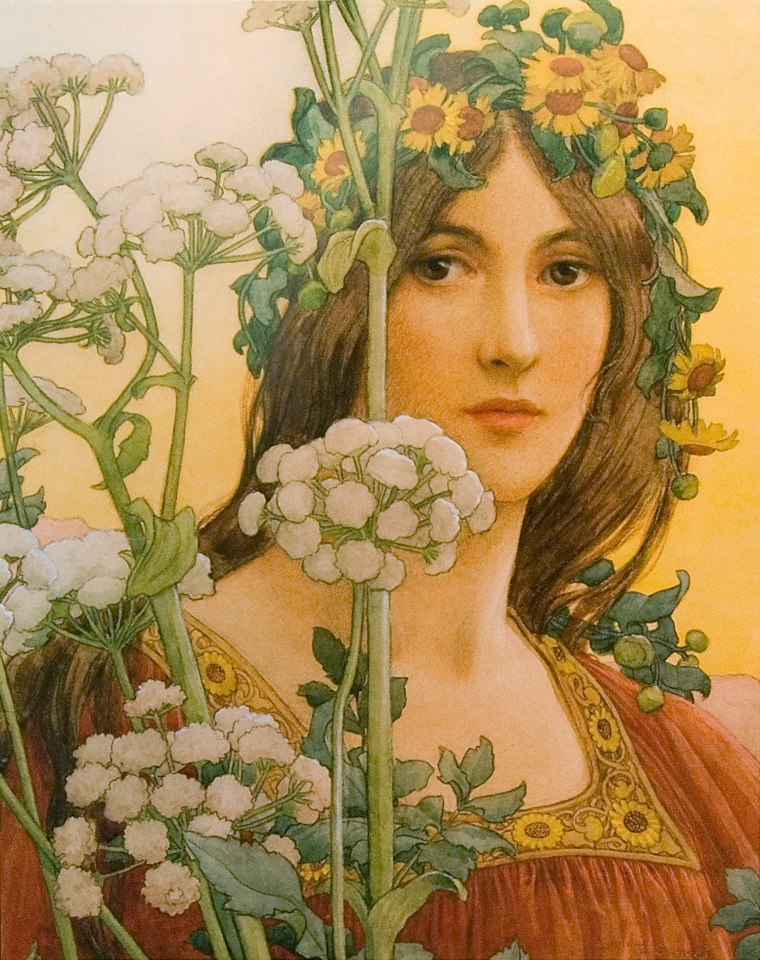
Our Lady of the Cow Parsley
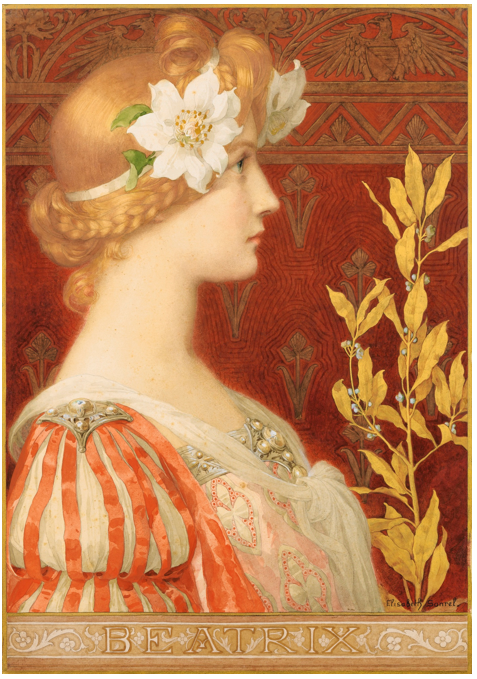
Beatrix

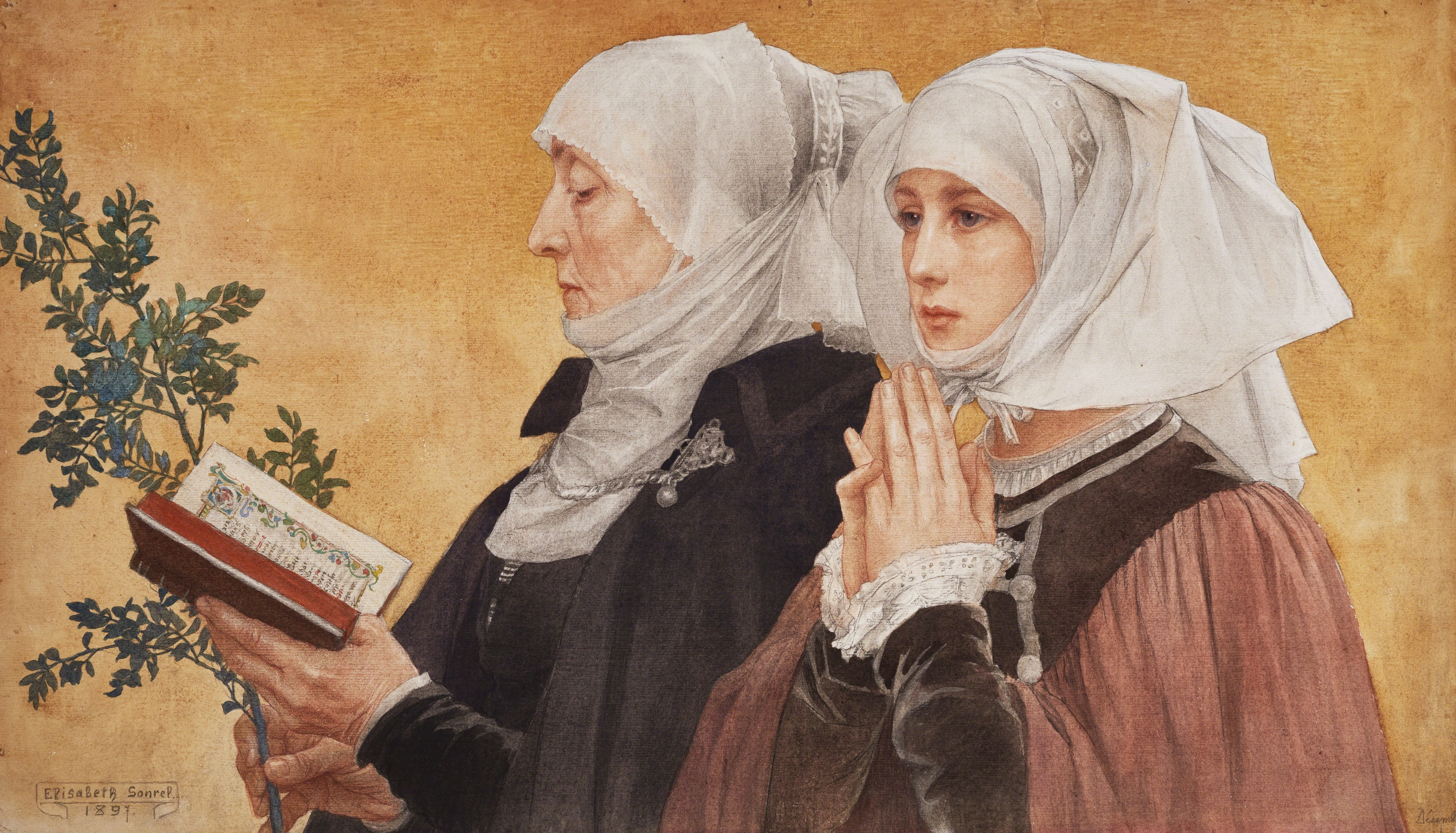
Les Rameaux (1897)
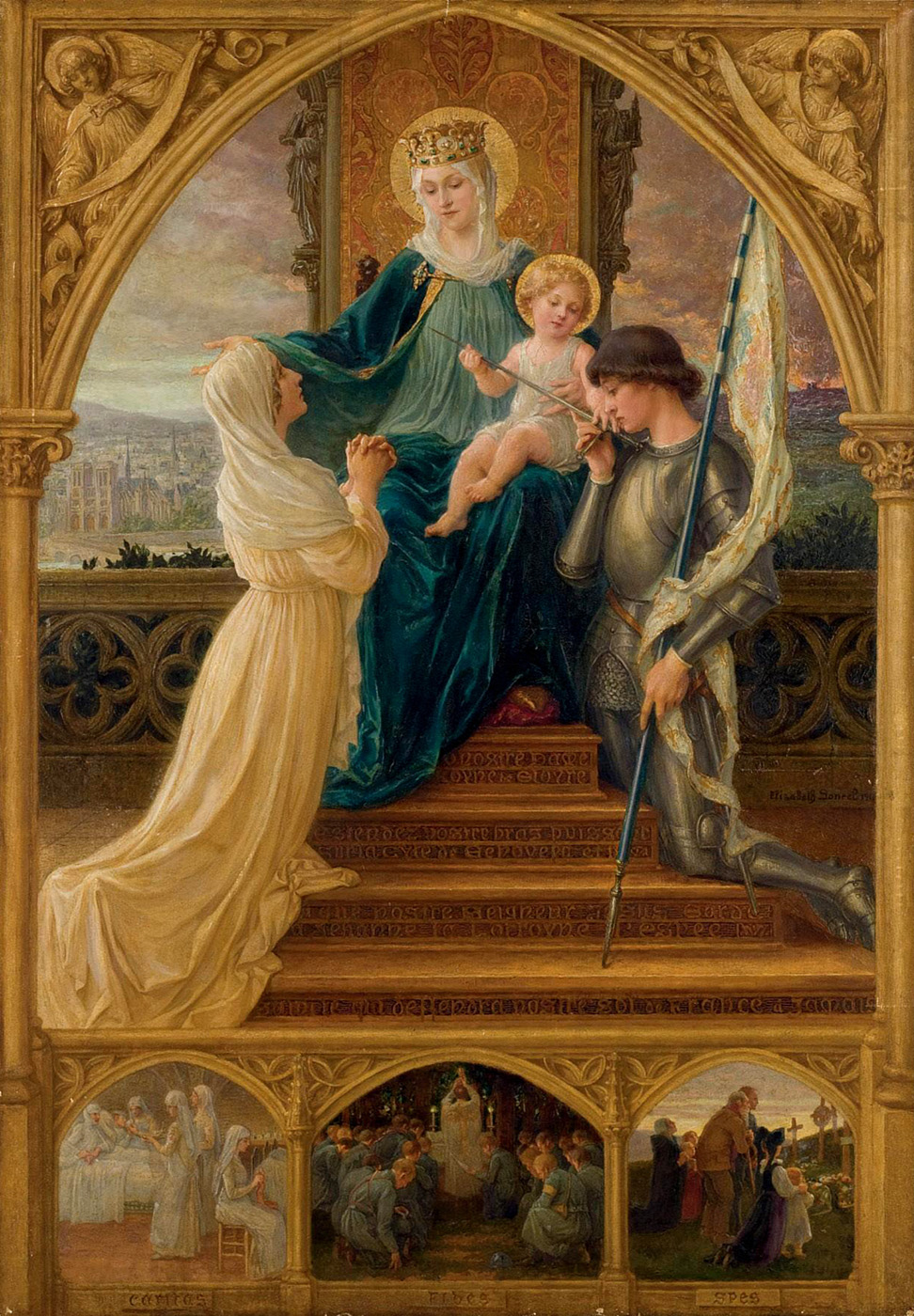
Vierge à l'enfant, entre sainte Geneviève et Jeanne d'Arc (1916)
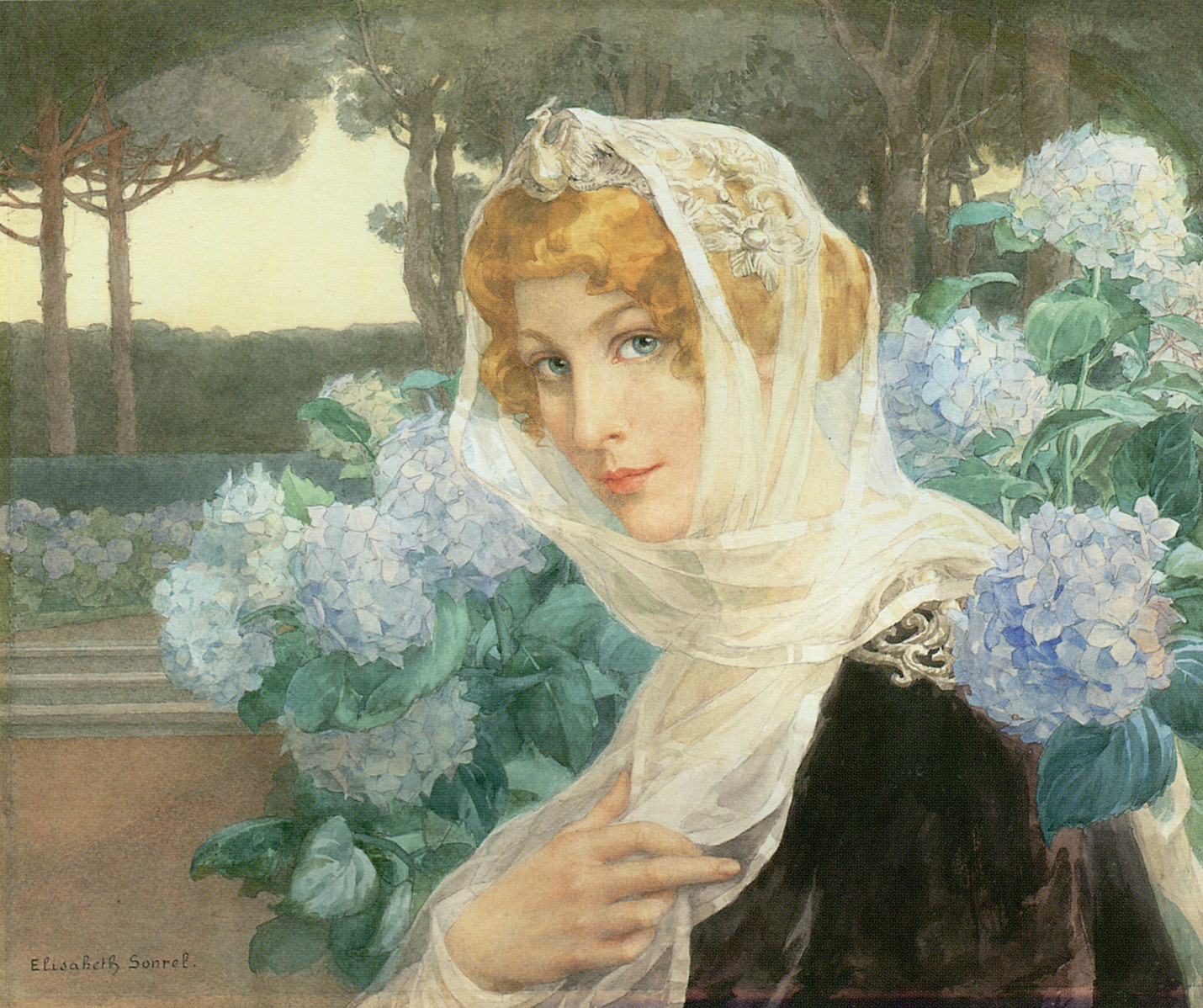
Jeune femme aux hortensias
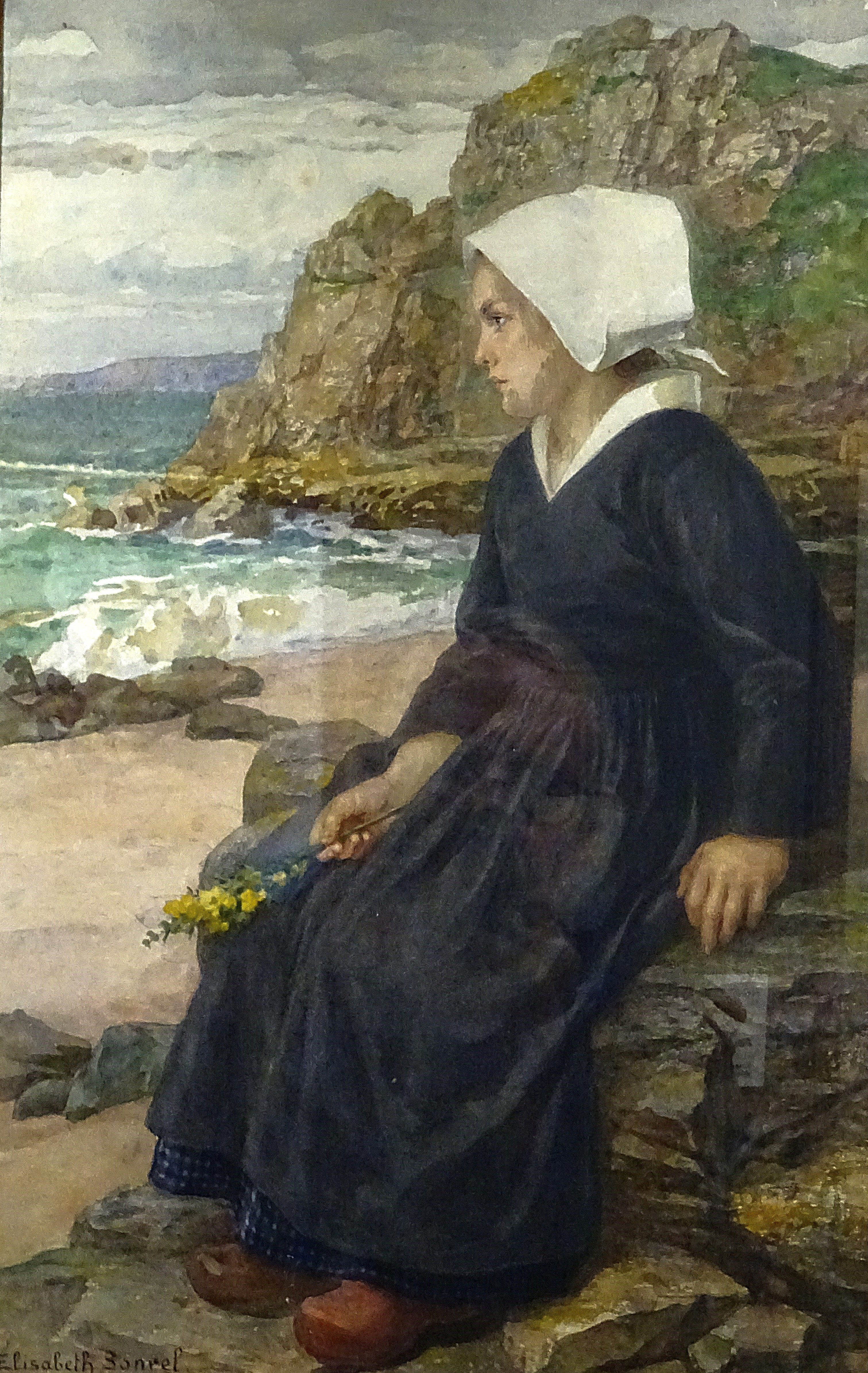
Élisabeth Sonrel : Jeune fille du Cap Sizun (aquarelle sur papier, non daté).